# Nichelle Prince
Nichelle Prince (Ajax, 19 de febrero de 1995) es una futbolista canadiense. Juega como delantera y su equipo actual es el Houston Dash de la NWSL de Estados Unidos.

## Clubes
| Club                | País           | Año             |
| ------------------- | -------------- | --------------- |
| Ohio State Buckeyes | Estados Unidos | 2013 - 2016     |
| Houston Dash        | Estados Unidos | 2017 - presente |

## Palmarés

### Títulos internacionales
| Título                     | Equipo | Sede           | Año  |
| -------------------------- | ------ | -------------- | ---- |
| Juegos Olímpicos de Verano | Canadá | Río de Janeiro | 2016 |
| Juegos Olímpicos de Verano | Canadá | Tokio          | 2020 |

(*) Incluyendo la Selección